# Hans Harnesk
Hans Sten Christer Harnesk, född 27 januari 1950 i Nacka, är en svensk rekvisitör, specialeffektstekniker och skådespelare.
Harnesk filmdebuterade som skådespelare 1979 i Lars Lennart Forsbergs Kristoffers hus. Han kom under 1980-talet att medverka i ytterligare filmer och TV-serier, däribland flera Lars Molin-produktioner. Han gjorde sin sista roll i 1991 års TV-film Infödingen. Under 1970- och 1980-talen var han även verksam som rekvisitör.
Därefter har Harnesk främst varit verksam som specialeffektstekniker.

## Filmografi
- 1979 – Kristoffers hus
- 1979 – Jag är med barn
- 1983 – Den tredje lyckan (TV-serie)
- 1983 – Midvinterduell
- 1984 – Pengarna gör mannen
- 1986 – Kunglig toalette
- 1986 – Saxofonhallicken
- 1987 – Inte hemma
- 1987 – Varuhuset (TV-serie)
- 1988 – Enkel resa
- 1989 – Tre kärlekar (TV-serie)
- 1991 – Infödingen